# Diadelia gabonica
Diadelia gabonica är en skalbaggsart som beskrevs av Stefan von Breuning 1940. Diadelia gabonica ingår i släktet Diadelia och familjen långhorningar.
Artens utbredningsområde är Gabon. Inga underarter finns listade i Catalogue of Life.